# Palais Ambrogio Di Negro
Le Palazzo Ambrogio Di Negro est un édifice situé via San Luca dans le centre historique de Gênes, inclus le 13 juillet 2006 dans la liste des 42 bâtiments inscrits aux Rolli de Gênes comme Patrimoine mondial de l'humanité par l'UNESCO. À l'intérieur, il conserve un important cycle pictural maniériste. Devant le palais se trouvent la loggia dei Mercanti et l'église  San Pietro in Banchi.

## Histoire
Érigée entre 1569 et 1572 par Ambrogio Di Negro (1519-1601), banquier de la Couronne espagnole, doge élu de la république de Gênes en 1585-1587, et représentant cultivé de l'Accademia degli Addomrentati, également propriétaire de la Villa Di Negro à Fassolo, aujourd'hui Rosazza. Le palais est inclus dans l'ouvrage de Rubens de 1622 Palazzi di Genova. Présente dans tous les Rolli, elle atteint son maximum de splendeur au début du XVIIe siècle quand Orazio, fils illégitime et héritier d'Ambrogio, prend le relais.
Le palais est resté dans la famille Di Negro pendant plus de deux cents ans comme siège d'importantes activités commerciales.
Il abrite le siège de la Fondation Edoardo Garrone.

## Description
Situé à côté de la Loggia dei Mercanti, il présente deux façades principales décorées de fresques : sur la Piazza Banchi, réaménagée dans ces années (entre 1590 et 1596), et sur le rectus carrubeous (aujourd'hui Via San Luca) où se trouve l'entrée.
L'escalier voûté, qui monte au deuxième étage, donne sur la cour intérieure avec une loggia sur trois côtés ; les portails en marbre blanc et ceux en pierre noire de la grande salle du premier étage noble comportent des phrases latines rappelant l'humanisme d'Ambrogio Di Negro. Le rez-de-chaussée abrite un important cycle décoratif datant de la fin du XVIe siècle, qui couvre les voûtes de trois salles, attribué à Andrea Semini et à son atelier. La salle principale abrite la grande fresque avec L'Enlèvement d'Hélène, entourée de panneaux avec des épisodes de la vie de Pâris, tandis que les deux salles plus petites accueillent les cycles de Danaé (Danae fécondée par Jupiter) et de son fils Persée (Minerve et les Muses sur l'Hélicon). Selon des études récentes, les fils d'Andrea, Cesare et Alessandro, et son frère Ottavio ont également participé aux œuvres.

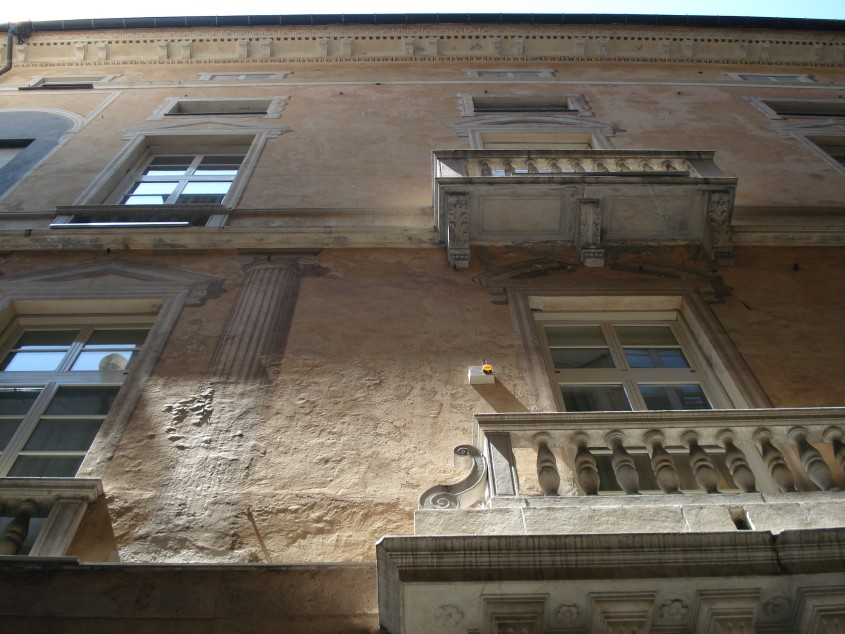
La façade du Palazzo Ambrogio Di Negro sur la Via San Luca.
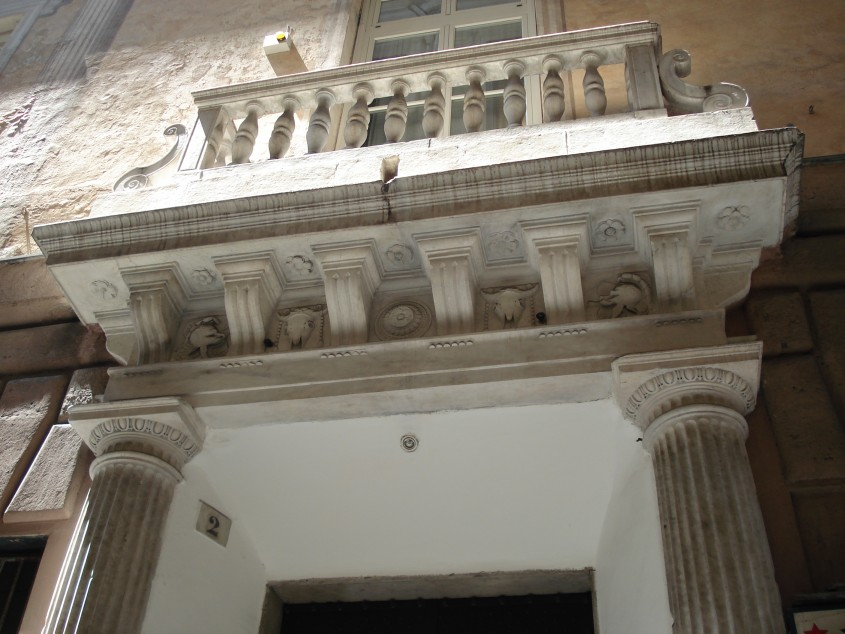
Détail du portail de la Via San Luca.
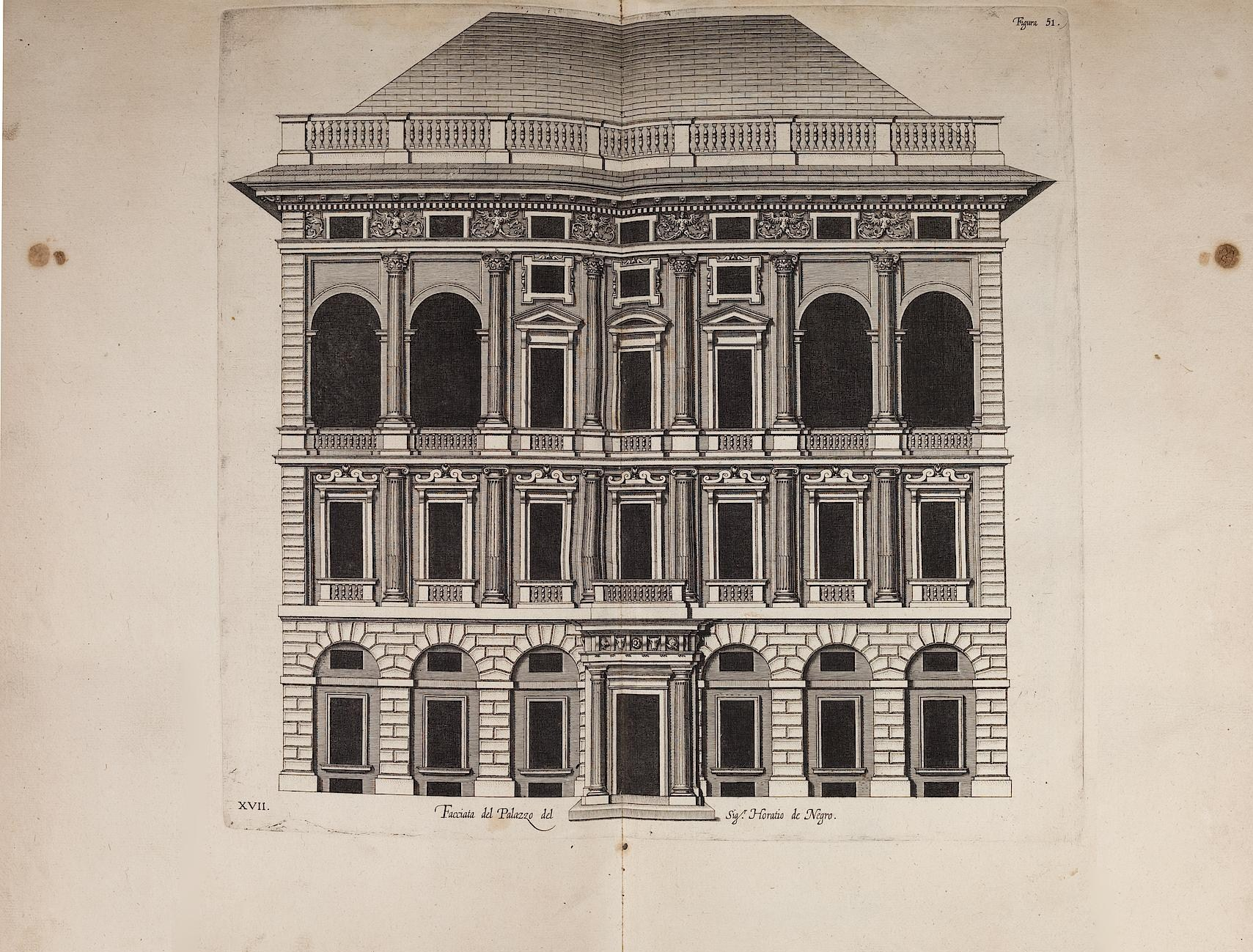
Gravure des Palais de Gênes par Rubens, 1622.
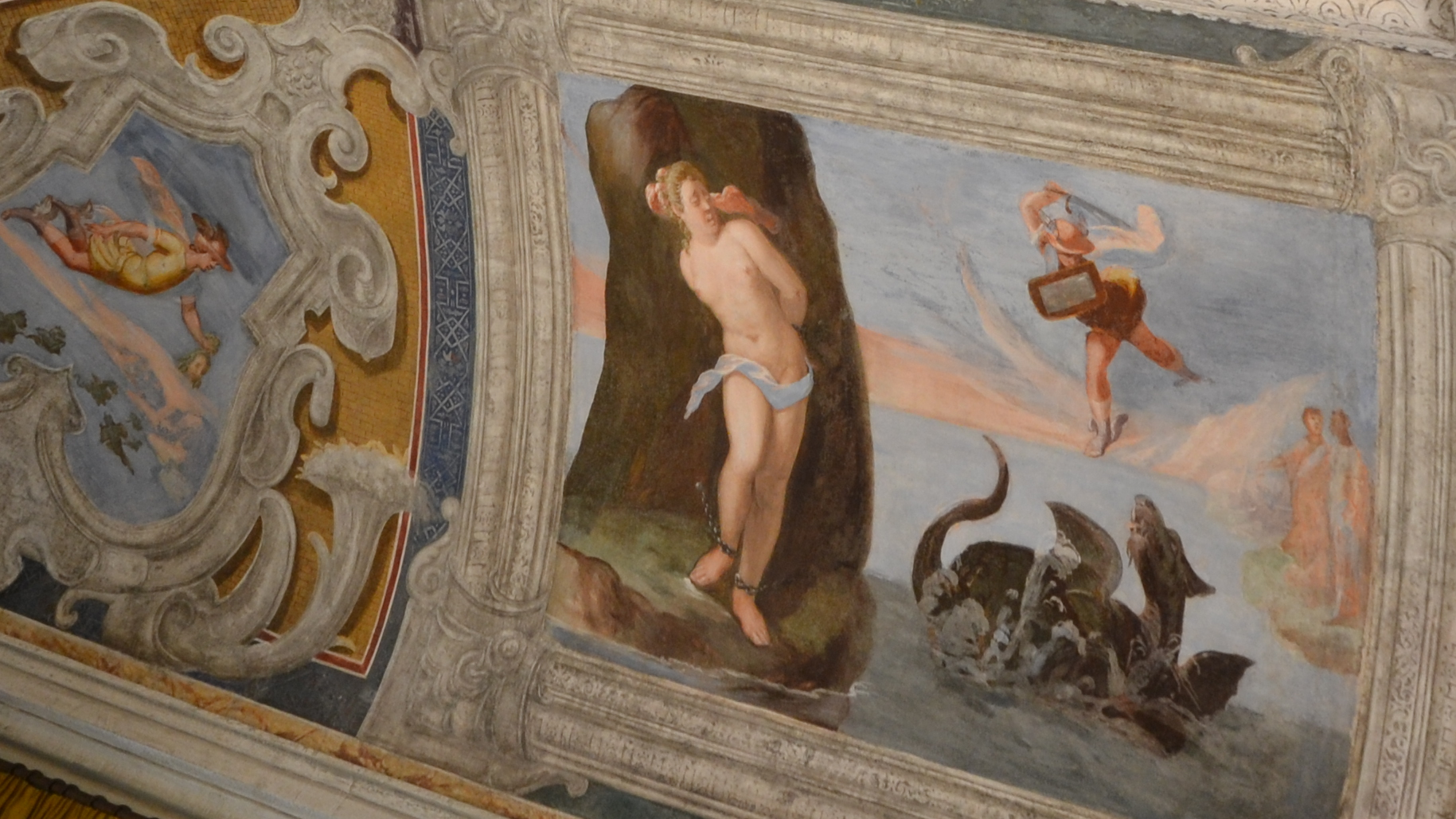
Andrea Semino, Persée et Andromède, fresque de la fin du XVIe siècle.
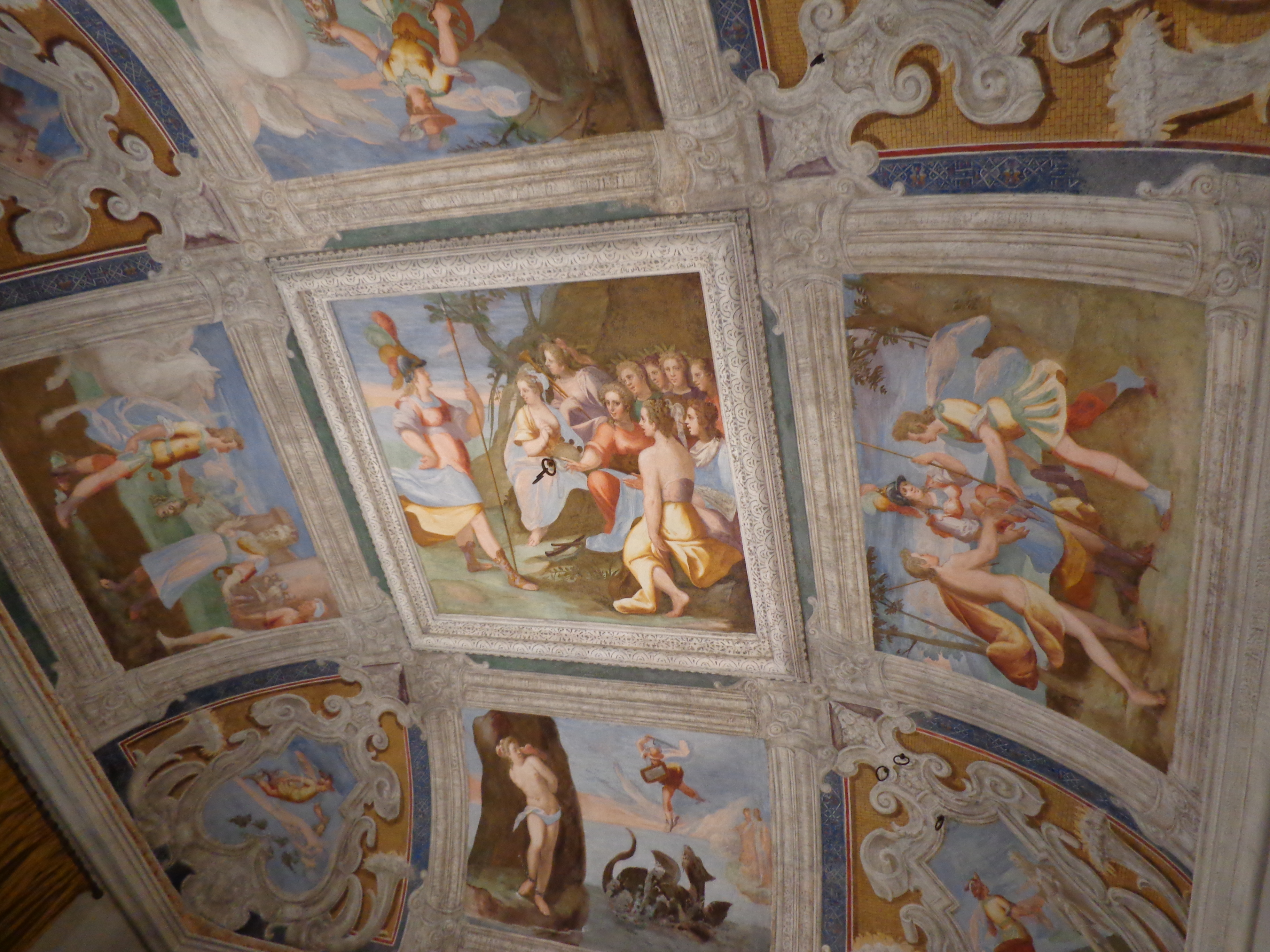
Andrea Semino, fresques de la Sala di Perseo.